# Cerkiew Przemienienia Pańskiego w Czumowie

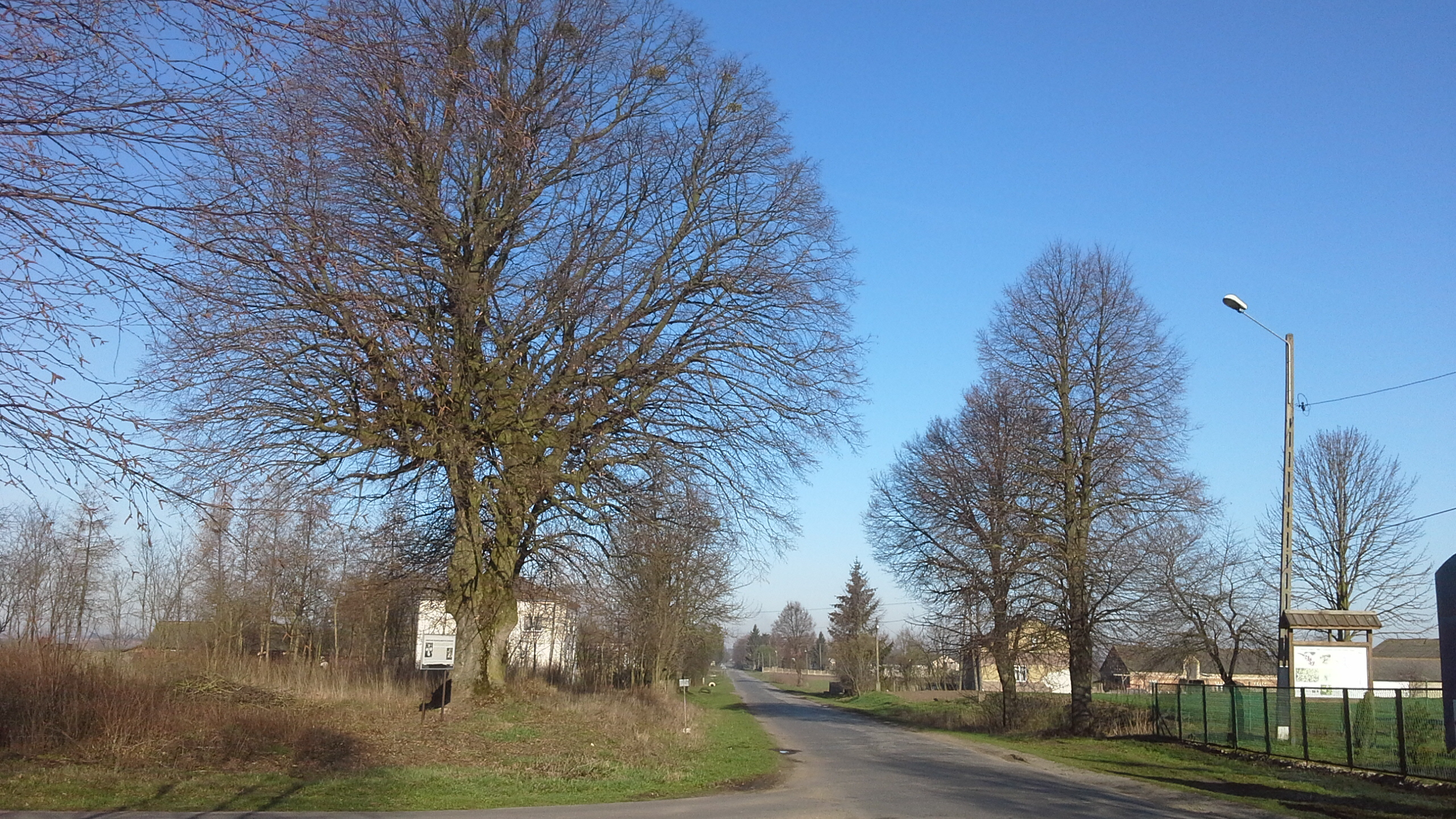
Po lewej prawdopodobna lokalizacja cerkwi

Cerkiew Przemienienia Pańskiego – początkowo unicka, następnie prawosławna cerkiew w Czumowie, wzniesiona w XVIII w. i rozebrana podczas akcji rewindykacyjno-polonizacyjnej w 1938.

## Historia
Cerkiew została zbudowana na potrzeby miejscowej parafii unickiej początkowo jako kaplica filialna parafii w Ślipczu, ufundowana przez Stanisława Kurdwanowskiego. W 1875, wskutek likwidacji unickiej diecezji chełmskiej, została przemianowana na prawosławną. Pozostała czynna do 1915, gdy prawosławne duchowieństwo i wierni udali się na bieżeństwo. W niepodległej Polsce nie uzyskała zgody na wznowienie działalności, chociaż w Czumowie i w sąsiednich wsiach wyznawcy prawosławia byli w większości.
Nieużytkowana cerkiew w Czumowie została rozebrana podczas akcji polonizacyjno-rewindykacyjnej w 1938. Oficjalnie poinformowano, że budynek był w bardzo złym stanie technicznym, jednak według Krzysztofa Grzesiaka mógł być to fałszywy pretekst dla zniszczenia obiektu sakralnego. Wyposażenie nieczynnej świątyni przeniesiono do cerkwi w Hrubieszowie.
W sąsiedztwie świątyni znajdował się cmentarz, z którego zachowało się ok. 10 nagrobków.